# راديا بيرلمان
راديا جوي بيرلمان (بالإنجليزية: Radia Perlman) ولدت عام 1951 في بورتسماوث، فيرجينا، الولايات المتحدة الاميركية، وهي مصممة برمجيات ومهندسة شبكات، أحيانا يشار إليها بانها «أم الإنترنت». الذي هي تكرهه 
وهي مشهورة لاختراعها البروتوكول الشجري (STP)، الذي يعد أساسياً لتشغيل جسور الشبكات، بينما كانت تعمل في شركة المعدات الرقمية.
وقد قامت بمساهمات كبيرة لمناطق أخرى كثيرة في تصميم الشبكات والمعايرة، مثل بروتوكولات حالة الارتباط، بما في ذلك TRILL (شفافية ترابط الكثير من الروابط)
الذي اخترعته لتصحيح بعض العيوب في الشجرات الممتدة.
وحصلت على بكالوريوس، وماجستير في الرياضيات، وعلى دكتوراه في علم الحاسوب من معهد ماساتشوستس للتكنولوجيا.
شهادتها في الدكتوراة في معهد ماساتوشي للتكنولوجيا تناولت مسألة تسيير (شبكات) في فشل الشبكة الخبيثة.
عملها نقل شبكات الايثرنت من استخدام القليل من العقد خلال مسافة قصيرة إلى شيء قادر على إنشاء شبكات كبيرة.
بيرلمان هي كاتبة إحدى الكتب المدرسية في الشبكات ومساعدة في تأليف إحدى الكتب المدرسية عن أمن الشبكات. حالياً هي موظفة في شركة إنتل. وحصلت على أكثر من خمسين براءة اختراع من سن (Sun).

## الأبحاث المبكرة
كونها جامعية في معهد ماساتشوستس للتكنولوجيا باشرت ب (فرص البحث للجامعيين) بدلاً من دورة الوحدات، داخل مختبر لوغو ثم مختبر الذكاء الاصطناعي في معهد ماساتشوستس للتكنولوجيا.
عند عملها تحت إشراف بابيرت سيمور طورت نسخة مصغرة من الروبوتات التعليمية للغات لوغو، سميت ب TORTIS اختصاراً لـ ("Toddler's Own Recursive Turtle Interpreter System").
خلال بحث أجري في 6-1974، برمج أطفال صغار، أصغرهم عمره 3 سنين ونصف، روبوتاً تعليماً اسموه سلحفاة. وصفت راديا بأنها رائدة في تعليم الأطفال الصغار برمجة الكمبيوتر.

## الجوائز
- جائزة SIGCOMM لعام 2010.[14]
- جائزة إنجاز اتحاد الحوسبة التقنية المتقدمة مدى الحياة في عام 2006.
- متلقية لأول جائزة للابداع من معهد الرؤية «أنيتا بورغ» للمرأة 2005.[15]
- جائزة «سيليكون فالي» (مخترع العام) في 28 نيسان [16] 2003.
- الدكتوراه الفخرية - المعهد الملكي للتكنولوجيا في 28 حزيران عام 2000.
- سميـت مرتين من بين 20 شخصاً الأكثر تأثيراً في مجال الصناعة.(وكانت الشخص الوحيد الذي يتم تسميته في كلا القضيتين) بتاريخ 15 كانون الثاني 1997.

وسميت من بين 20 شخصاً الأكثر تأثيراً في مجال الصناعة في الذكرى السنوية الـ 20 في مجلة بيانات الاتصالات بتاريخ 15 كانون الثاني من عام 1992.

## قائمة المراجع
- Perlman، Radia (1999). Interconnections: Bridges, Routers, Switches, and Internetworking Protocols (ط. 2). Addison-Wesley Professional Computing Series. {{استشهاد بكتاب}}: تجاهل المحلل الوسيط |الرقم المعياري= لأنه غير معروف، ويقترح استخدام |ردمك= (مساعدة)
- Perlman، Radia؛ Kaufman، Charlie؛ Speciner، Mike. Network Security: Private Communication in a Public World (ط. 2). {{استشهاد بكتاب}}: تجاهل المحلل الوسيط |الرقم المعياري= لأنه غير معروف، ويقترح استخدام |ردمك= (مساعدة)

## المصدر
1. 1 2   https://www.acm.org/media-center/2016/december/fellows-2016. اطلع عليه بتاريخ 2024-06-24. {{استشهاد ويب}}: |url= بحاجة لعنوان (مساعدة) والوسيط |title= غير موجود أو فارغ (من ويكي بيانات) (مساعدة)
2. ↑  "Dr. Radia Joy Perlman" (بالإنجليزية). Retrieved 2025-05-19.
3. ↑   https://awards.acm.org/fellows/award-winners. {{استشهاد ويب}}: |url= بحاجة لعنوان (مساعدة) والوسيط |title= غير موجود أو فارغ (من ويكي بيانات) (مساعدة)
4. ↑   https://www.invent.org/. {{استشهاد ويب}}: |url= بحاجة لعنوان (مساعدة) والوسيط |title= غير موجود أو فارغ (من ويكي بيانات) (مساعدة)
5. ↑   https://www.internethalloffame.org/inductee/radia-perlman/. {{استشهاد ويب}}: |url= بحاجة لعنوان (مساعدة) والوسيط |title= غير موجود أو فارغ (من ويكي بيانات) (مساعدة)
6. ↑   http://www.sigcomm.org/awards/sigcomm-awards. {{استشهاد ويب}}: |url= بحاجة لعنوان (مساعدة) والوسيط |title= غير موجود أو فارغ (من ويكي بيانات) (مساعدة)
7. ↑   https://anitab.org/profiles/abie-award-winners/radia-perlman/. اطلع عليه بتاريخ 2018-01-27. {{استشهاد ويب}}: |url= بحاجة لعنوان (مساعدة) والوسيط |title= غير موجود أو فارغ (من ويكي بيانات) (مساعدة)
8. ↑  Bob Brown (5 مايو 2006). "Mother of the Internet Radia Perlman speaks out". Network World. مؤرشف من الأصل في 2014-01-02. اطلع عليه بتاريخ 2010-01-22.
9. 1 2  Tom Foremski (21 أبريل 2011). "Don't call Radia Mother of the Internet". Silicon Valley Watcher. مؤرشف من الأصل في 2017-10-23. اطلع عليه بتاريخ 2012-10-14.
10. ↑  "Radia Perlman". معهد ماساتشوستس للتقنية. مؤرشف من الأصل في 2014-01-03. اطلع عليه بتاريخ 2012-10-14.
11. ↑  Radia J. Perlman (1988). "Network Layer Protocols with Byzantine Robustness (Ph.D. thesis)". MIT. مؤرشف من الأصل في 2018-04-23. اطلع عليه بتاريخ 2010-03-05.
12. ↑  "Patents by Inventor Radia J. Perlman". Justia Patents. مؤرشف من الأصل في 2017-08-10. اطلع عليه بتاريخ 2013-08-29.
13. ↑  Leonel Morgado؛ وآخرون (2006). "Radia Perlman – A pioneer of young children computer programming". Current Developments in Technology-Assisted Education: 1903–1908. سايت سير إكس: 10.1.1.99.8166. {{استشهاد بدورية محكمة}}: Explicit use of et al. in: |مؤلف= (مساعدة) والوسيط |تاريخ الوصول بحاجة لـ |مسار= (مساعدة)
14. ↑  "2010 SIGCOM Lifetime Achievement Award given to Radia Perlman". SIGCOMM. مؤرشف من الأصل في 2019-02-12.
15. ↑  Fuller، Brian (18 أكتوبر 2005). "Perlman, Samuelson, Tsao, honored for innovations". EETimes. UBM Electronics. مؤرشف من الأصل في 2012-10-03. اطلع عليه بتاريخ 2011-06-29.
16. ↑  "Inventors of The Year", Silicon Valley Intellectual Property Law Association (SVIPLA). Retrieved 2 July 2013. نسخة محفوظة 21 أبريل 2017 على موقع واي باك مشين.

## روابط خارجية
- مخترع الأسبوع في MIT خورازمية STP